# Maximiliano y Carlota
Maximiliano y Carlota é uma telenovela mexicana, produzida pela Televisa e exibida em 1965 pelo Telesistema Mexicano.

## Elenco
- Guillermo Murray - Maximiliano de Habsburgo
- María Rivas - Carlota da Bélgica
- Alberto Zayas - Napoleão III
- Anita Blanch
- Enrique Lizalde - General Mejía
- Gina Romand
- Marta Zamora
- Antonio Passy